# José Antônio de Oliveira Lopes
Dom José Antônio de Oliveira Lopes (Recife, 11 de abril de 1868 — Pesqueira, 24 de novembro de 1932) foi prelado católico brasileiro, o primeiro bispo da Diocese de Pesqueira.

## Biografia
José nasceu na freguesia de São José de Recife, na então província de Pernambuco, filho de Francelina da Conceição de Oliveira Lopes (†1883) e de Marcelino Ausberto Lopes (*1844†1906), e foi solenemente batizado na Igreja Matriz de São José em 11 de abril de 1869. Marcelino, o pai, era negociante e nascera em Portugal e muito jovem emigrara para o Brasil. Após a morte de Francelina, casou-se em segundas núpcias com Felismina Bastos Lopes. Teve quinze filhos de ambos os consórcios.
José matriculou-se no Seminário de Olinda em 23 de fevereiro de 1882. Em 25 de março de 1884, transferiu-se para o Colégio Pio Latino-Americano, em Roma, Itália.
Recebeu a primeira tonsura em 15 de dezembro de 1887; as ordens menores em 25 de fevereiro de 1888; subdiaconato em 20 de dezembro de 1890; diaconato em 19 de dezembro de 1891; e o presbiterado em 16 de abril de 1892, das mãos do cardeal Lucido Maria Parocchi, vigário do Papa Leão XIII. Celebrou sua primeira missa no dia seguinte, na capela do Colégio Pio Latino-Americano.
Retornou ao Brasil, chegando a Recife em 27 de junho do mesmo ano. Em 16 de outubro seguinte, foi nomeado coadjutor da freguesia de São José, cargo que ocupou até 23 de abril de 1893, quando foi nomeado vigário da freguesia de Goiana. Foi quando, tendo sido o Monsenhor Francisco do Rego Maia ao episcopado, em outubro do dito ano, Pe. José foi designado para substituí-lo na capelania do Colégio São José, em Recife.
Em 5 de outubro de 1894, foi nomeado lente de direito canônico no Seminário de Olinda, na vaga deixada pelo Mons. Adauto Aurélio de Miranda Henriques, eleito ordinário da então Diocese da Paraíba. Em 20 de maio, foi nomeado cônego efetivo da Catedral de Olinda.
Em 3 de abril de 1895, o então bispo de Olinda, Dom Manuel dos Santos Pereira, nomeou-o promotor interino do bispado e diretor espiritual do Seminário, ocupando, por nomeação de 30 de junho de 1900, a reitoria do mesmo, cargo que exerceu até 23 de março de 1912, quando foi nomeado vigário da importante freguesia da Boa Vista, em Recife, em substituição ao Monsenhor Hermeto José Pinheiro, que fora eleito bispo da Diocese de Uruguaiana.
Durante esse período, Monsenhor Lopes recebeu as seguintes distinções da Santa Sé: em 16 de junho de 1899, foi agraciado com o título de camareiro ad-honorem de Sua Santidade; o de prelado doméstico em 5 de setembro de 1902; e com o de protonotário apostólico em 11 de novembro de 1909.
Em 26 de junho de 1915, o Papa Bento XV designou Monsenhor Lopes para substituir o primeiro bispo da Diocese de Floresta, Dom Augusto Álvaro da Silva, que fora transferido para Barra do Rio Grande, na Bahia. Dom José recebeu a sagração episcopal em 21 de novembro seguinte, na Igreja Matriz da Boa Vista, sendo celebrante o arcebispo Dom Luís Raimundo da Silva Brito, com Dom João Irineu Joffily, bispo coadjutor de Recife, e Dom Manuel Antônio de Oliveira Lopes, da Diocese de Alagoas. Tomou posse de sua diocese em 13 de dezembro seguinte.
Em 1918, a sede de sua diocese foi mudada para Pesqueira. Dom José permaneceu à frente da diocese por quatorze anos, até falecer.